# Routledge
Routledge — британський видавничий дім, велике наукове видавництво. За свою історію функціонував під різними назвами.

## Історія
1836 року торговець книжками Джордж Рутледж заснував видавництво Camden publishing. 1851 року, він спільно зі своїм родичем зареєстрував видавничу компанію George Routledge & Co. У другій половині XIX століття фірма продовжувала зростати й розширюватись, публікуючи як популярну художню літературу, так і туристичні та довідкові видання. У процесі компанія вступала до партнерства з іншими видавництвами й кілька разів змінювала свою назву. 1902 року компанія ледь не збанкрутіла, але змогла вижити і, переформатувавшись, почала розширюватись, купуючи інші компанії, серед яких було кілька престижних наукових видавництв. В результаті злиття з Kegan Paul, Trench, Trübner & Co 1912 року видавництво почало називатись Routledge & Keegan Paul. З тих пір видавництво все більше орієнтувалось на публікацію наукової літератури й поступово набуло відомості за видання книжок у галузі суспільних наук.
1985 року видавництво Routledge & Keegan Paul об'єдналось із Associated Book Publishers (ABP), яке 1987 року було куплено компанією Thomson Corporation. Routledge функціонував як її дочірня фірма до 1996 року, коли в результаті MBO, профінансованого європейською приватною інвестиційною фірмою Cinven, видавництво знову почало оперувати як самостійна компанія. 1998 року рада директорів Cinven і Routledge пристали на пропозицію про продаж компанії міжнародному видавництву Taylor & Francis. Відповідно до умов оборудки, Routledge запропонував публікувати літературу під своїм іменем, функціонуючи як філія. 2004 року відбулось злиття Taylor & Francis з компанією Informa. Routledge продовжив свою діяльність як підрозділ компанії Taylor & Francis, публікуючи академічну літературу з гуманітарних і суспільних наук.